# Cyrtodactylus sadleiri
Cyrtodactylus sadleiri es una especie de gecos de la familia Gekkonidae.

## Distribución geográfica
Es endémica de la isla de Navidad, perteneciente a Australia.